# Ekvivokation
Ekvivokation är ett felslut som innebär att man använder ett ord i fler än en betydelse i samma argument. 

## Exempel
Beakta de två premisserna
- "Alla är barn till sina föräldrar." och
- "Barn bör inte arbeta."

samt slutsatsen
- "Alltså bör ingen arbeta."

I den första premissen har ordet "barn" betydelsen "avkomma". I den andra premissen har ordet "barn" betydelsen "minderårig". Därför är slutsatsen inte en logisk följd av premisserna.